# AMX International AMX
Die AMX ist ein strahlgetriebenes Kampfflugzeug, das im Rahmen eines Joint-Ventures von den italienischen Unternehmen Aeritalia und Aermacchi sowie dem brasilianischen Unternehmen Embraer entwickelt wurde. Hauptsächlich wird diese Maschine als Bodenangriffs- und Aufklärungsflugzeug eingesetzt. Die zweisitzige Trainerversion hat die Bezeichnung AMX-T.
„AMX“ war ursprünglich eine Projektbezeichnung, die für Aeritalia Macchi Experimental steht; die Abkürzung wurde dann vom Herstellerkonsortium AMX International übernommen und für dessen Flugzeug beibehalten. Die militärinternen Bezeichnungen lauten A-1 (Brasilien) und A-11 (Italien). In Italien hat das Flugzeug auch den Namen Ghibli, nach dem nordafrikanischen Wüstenwind Gibli.

## Entwicklung
Im Jahr 1977 meldete die italienische Luftwaffe offiziell den Bedarf an einem neuen leichten Kampfflugzeug an, das in der Rolle der Luftnahunterstützung, der Aufklärung und der fortgeschrittenen Pilotenausbildung die Fiat G.91 und zu einem gewissen Teil auch die Lockheed F-104 ablösen sollte. Dieses neue Kampfflugzeug sollte auch den Tornado ergänzen, insbesondere in Bereichen, in denen der Einsatz von teuren und komplexen Kampfflugzeugen nicht unbedingt notwendig ist. Die italienische Luftwaffe forderte zunächst insgesamt 238 Flugzeuge, davon 187 Einsitzer und 51 doppelsitzige Trainer. Aeritalia (heute Leonardo) und Aermacchi begannen im April 1978 gemeinsam mit den Entwicklungsarbeiten, in die nicht unerhebliche Teile der bisherigen Erfahrungen mit dem Tornado einflossen. Aermacchis sehr guter Entwurf, die zweistrahlige MB-340, war zuvor aus rein politischen Gründen nicht zum Zug gekommen.
Im März 1981 einigten sich die Regierungen Italiens und Brasiliens auf eine Kooperation beim Bau der AMX. Aeritalia (46,5 %), Aermacchi (23,8 %) und die brasilianische Embraer (29,7 %) bildeten das Konsortium „AMX International“. Brasilien wollte sich mit diesem Engagement von US-amerikanischer und französischer Abhängigkeit befreien. Auf brasilianischen Druck hin wurden auch Rolls-Royce-Triebwerke für das Flugzeug vorgesehen.
Der Erstflug des Prototyps A-01 MMX594 fand am 15. Mai 1984 bei Turin statt. Beim fünften Testflug musste Testpilot Manlio Quarantelli wegen eines Triebwerkproblems bei Turin notlanden und erlag dann seinen Verletzungen. Die weitere Erprobung gestaltete sich jedoch recht erfolgreich und brachte die hervorragenden Tiefflugeigenschaften der Maschine ans Licht. Die Serienproduktion begann 1986, drei Jahre später rüsteten die ersten italienischen und brasilianischen Staffeln auf die AMX um.

## Dienst in Italien
Auf Grund der grundlegenden Veränderungen der weltpolitischen Lage beschränkte sich die italienische Luftwaffe Anfang der 1990er-Jahre auf 110 A-11A (Einsitzer) und 26 TA-11A (Zweisitzer), mit denen fliegende Einheiten in Verona-Villafranca, Istrana, Rivolto und Amendola ausgerüstet wurden. In der Folge nahm man die Maschinen des ersten Bauloses, die ab 1989 zugelaufen waren, wegen technischer Probleme aus dem Truppendienst; die restlichen Flugzeuge erhielten ein Mid-Life-Update, das ihnen auch den Einsatz von lasergesteuerten Bomben (GBU) ermöglichte. 2005 begann ein weiteres Modernisierungsprogramm (ACOL – Adeguamento Capacità Operative e Logistiche), bei dem die Flugzeuge bis 2009 außer verschiedenen Modifikationen an der Avionik (z. B. Multifunktionsfarbbildschirme) auch die Möglichkeit zum Einsatz GPS-gesteuerter Präzisionswaffen erhielten. In dieser ACOL-Version blieben 42 einsitzige A-11B und 10 doppelsitzige TA-11B bei einem Geschwader in Istrana und bei einer Erprobungsstelle in Pratica di Mare im Einsatz. Ende 2016 wurden zwei der drei in Istrana verbliebenen AMX-Staffeln aufgelöst.
Im Jahr 1999 flogen italienische AMX während des Kosovo-Kriegs vom süditalienischen Amendola aus insgesamt 252 Kampfeinsätze. Keine Maschine ging dabei verloren. Im weiteren Verlauf wurden AMX von Italien auch in Afghanistan, in Libyen und im Irak eingesetzt.
In Afghanistan flogen die jeweils 4 vorhandenen AMX rund 10'000 Flugstunden. Im Irak flogen die Flugzeuge von 2016 bis 2019 Aufklärungsflüge.
In Italien gab es um die AMX immer wieder recht polemische Diskussionen. Angesichts der Entwicklungskosten, der relativ geringen Stückzahlen und industriepolitischer Kompromisse sei das gesamte Programm nicht besonders kostengünstig gewesen. Die Fachpresse des Landes meinte wiederholt, das Geld wäre besser in den Kauf zusätzlicher Tornados investiert worden.
Die letzten AMX „Ghibli“ stellte die italienische Luftwaffe am 5. April 2024 in Istrana außer Dienst. Die Flotte der italienischen AMX flog in 35 Jahren etwa 240'000 Flugstunden. Einige Maschinen sind als Gate Guardian und in Museen ausgestellt. 4 Flugzeuge gingen nach Piacenza und werden möglicherweise auch in Zukunft vorgeflogen.

## Dienst in Brasilien
In der brasilianischen Luftwaffe, Força Aérea Brasileira (FAB), wurden neben der Flugversuchsstelle in São José dos Campos drei Staffeln, die verschiedenen Gruppen, Grupo de Aviação (GAv), unterstanden, mit der AMX ausgerüstet:
- 1º/16º GAv, Base Aérea de Santa Cruz (Rio de Janeiro)
- 1º/10º GAv, Base Aérea de Santa Maria (Santa Maria (Rio Grande do Sul))
- 3º/10º GAv, Base Aérea de Santa Maria

Von den ursprünglich geplanten 79 Maschinen stellte Brasilien insgesamt 45 Einsitzer, FAB-Bezeichnung A-1A, und 11 Doppelsitzer A-1B in Dienst. Zunächst sollten ab 2007 insgesamt 43 A-1 modernisiert werden, das Programm wurde aber letztendlich auf 11 A-1AM und 2 A-1BM Exemplare zusammengestrichen. Bei einer Ausrüstung für Aufklärungsmissionen durch die 3. Staffel der 10. Gruppe, wurden die AMX als RA-1A bzw. RA-1B bezeichnet.
2025 werden sie ausgemustert.

## Nutzer
- Brasilien: 56 Stück a
- Italien: 0136 Stück (bis 2024)

Venezuela bestellte 1999 8 AMX-ATA als Fortgeschrittenentrainer und leichtes Kampfflugzeug, jedoch legte der US-Kongress sein Veto ein, da die Maschinen auch US-Technologie enthielten.

## Technische Daten
| Kenngröße              | Daten |
| ---------------------- | --- |
| Besatzung              | 1 |
| Länge                  | 13,23 m |
| Spannweite             | 8,87 m |
| Tragfläche             | ca. 21 m² |
| Flügelstreckung        | 3,75 |

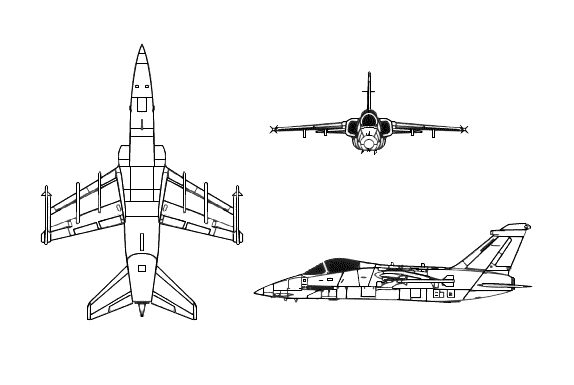
Dreiseitenriss

| Tragflächenbelastung   | - minimal (Leermasse): 320 kg/m² - nominal (normale Startmasse): 512 kg/m² - maximal (max. Startmasse): 619 kg/m² |
| Höhe                   | 4,55 m |
| Leermasse              | 6.730 kg |
| normale Startmasse     | 10.750 kg |
| max. Startmasse        | ca. 13.000 kg |
| Treibstoffkapazität    | 3.440 l |
| Höchstgeschwindigkeit  | 1.165 km/h |
| Marschgeschwindigkeit  | ca. 950 km/h |
| Dienstgipfelhöhe       | 13.500 m |
| max. Steigrate         | 52 m/s |
| Einsatzradius          | 900 km |
| Überführungsreichweite | 3.335 km |
| Triebwerk              | ein Rolls-Royce Spey Mk. 807 mit ca. 49 kN Schub                                                                  |

## Bewaffnung

### Fest installierte Bewaffnung in der Bugnase
italienischer AMX
- 1 × 20-mm-Gatling-Maschinenkanone M61A1 Vulcan mit 350 Schuss Munition

brasilianischer AMX
- 2 × 30-mm-Revolver-Maschinenkanone DEFA 554 mit je 125 Schuss Munition

### Außenlasten
Bewaffnung bis zu 3.800 kg an fünf externen Aufhängestationen an fünf Aufhängungspunkten und den Tragflächenspitzen
Luft-Luft-Lenkwaffen
- 2 × wärmebildgesteuerte selbstsuchende Kurzstrecken-Luft-Luft-Lenkwaffe Raytheon AIM-9L „Sidewinder“
- 2 × wärmebildgesteuerte selbstsuchende Kurzstrecken-Luft-Luft-Lenkwaffe Mectron MAA-1 „Piranha“ / MAA-1B „Piranha II“

gelenkte Bomben
- 2 × GBU-16 „Paveway II“ (lasergelenkte 454-kg-Gleitbombe)

Freifallbomben
- 5 × Mk.82 (241-kg-Freifallbombe)
- 5 × Mk.83 (454-kg-Freifallbombe)
- 5 × SEI BA-102 (227-kg-Freifallbombe)
- 5 × SEI BA-103 (454-kg-Freifallbombe)
- 2 × 14-3-M2-Waffenträger mit 2 × 9 Thomson-Brandt BAT-120 (34-kg-Splitterbombe)
- 2 × 14-3-M2-Waffenträger mit 2 × 9 Thomson-Brandt BAP-100 (raketengetriebene 32,5-kg-Anti-Startbahn-Bombe)

Externe Behälter
- 2 × abwerfbare Zusatz-Treibstofftanks mit 1000 Litern Kerosin
- 2 × abwerfbare Zusatz-Treibstofftanks mit 2000 Litern Kerosin